# Vierervektor
Ein Vierervektor, ein Begriff der Relativitätstheorie, ist ein Vektor in einem reellen, vierdimensionalen Raum mit einem indefiniten Längenquadrat. Beispielsweise sind die Zeit- und Ortskoordinaten eines Ereignisses in der Raumzeit die Komponenten eines Vierervektors, ebenso die Energie und der Impuls eines Teilchens.
In zwei gegeneinander bewegten Inertialsystemen lassen sich die Komponenten der beiden Vierervektoren durch eine Lorentz-Transformation ineinander überführen.

## Schreibweise
Man verwendet die Abkürzungen
- {\displaystyle a^{\mu }=(a^{0},a^{1},a^{2},a^{3})} für die kontravariante
- {\displaystyle a_{\mu }=(a_{0},a_{1},a_{2},a_{3})=(a^{0},-a^{1},-a^{2},-a^{3})} für die kovariante Darstellung eines Vierervektors. (Details zu kontra- und kovarianten Vektoren ↓)

Meist werden griechische Indizes verwendet, wenn diese die Werte 0, 1, 2, 3 durchlaufen, während lateinische Indizes nur die Werte 1, 2, 3 der räumlichen Koordinaten durchlaufen. Dabei werden in der Relativitätstheorie bevorzugt die Buchstaben {\displaystyle \mu ,\nu } geschrieben.
Hierbei wurde die Metrik des Minkowskiraums der speziellen Relativitätstheorie benutzt und der zugehörige metrische Tensor {\displaystyle \eta _{\mu \nu }}, in der Allgemeinen Relativitätstheorie ist der (ortsabhängige) metrische Tensor {\displaystyle g_{\mu \nu }} zu wählen.

## Ortsvektor
Der Ortsvektor oder Orts-Vierervektor eines Teilchens beinhaltet sowohl die Zeitkoordinate {\displaystyle t} als auch die Raumkoordinaten {\displaystyle \mathbf {x} =(x,y,z)} eines Ereignisses. Die Zeitkoordinate wird in der Relativitätstheorie mit der Lichtgeschwindigkeit {\displaystyle c} multipliziert, so dass sie wie die Raumkoordinaten die Dimension einer Länge hat.
Die kontravariante Darstellung des Orts-Vierervektors ist
{\displaystyle x^{\mu }=(ct,x,y,z)=(ct,\mathbf {x} )}.
Dass {\displaystyle x^{\mu }} ein kontravarianter Vierervektor ist, folgt daraus, dass er ein Koordinatenvektor zu einer orthonormalen Basis des Minkowskiraums ist und sich dementsprechend bei Basiswechsel kontravariant mittels einer Lorentz-Transformation ändert.
In der Metrik der flachen Raumzeit hat die Zeitkoordinate das entgegengesetzte Vorzeichen der drei Raumkoordinaten:
{\displaystyle \mathrm {d} s^{2}=c^{2}\mathrm {d} t^{2}-\mathrm {d} x^{2}-\mathrm {d} y^{2}-\mathrm {d} z^{2}}
Die Metrik hat also die Signatur (+ − − −) oder (− + + +). Insbesondere in Texten zur speziellen Relativitätstheorie wird überwiegend die erste Signatur verwendet, dies ist aber nur eine Konvention und variiert je nach Autor.

## Abgeleitete Vierervektoren
Aus dem Orts-Vierervektor lassen sich weitere Vierervektoren ableiten und definieren.

### Vierergeschwindigkeit
Der Vierervektor {\displaystyle u^{\mu }} der Geschwindigkeit ergibt sich durch Differentiation des Ortsvektors {\displaystyle x^{\mu }} nach der Eigenzeit {\displaystyle d\tau }:
{\displaystyle u^{\mu }={\frac {\mathrm {d} x^{\mu }}{\mathrm {d} \tau }}}
mit der Eigenzeit {\displaystyle \tau }, die über die Zeitdilatation mit der Koordinatenzeit {\displaystyle t} verknüpft ist:
{\displaystyle \mathrm {d} \tau ={\frac {1}{\gamma }}\,\mathrm {d} t,}
mit dem Lorentzfaktor {\displaystyle \gamma ={\frac {1}{\sqrt {1-\left({\dfrac {\mathbf {v} }{c}}\right)^{2}}}}.}
Daraus folgt für die Vierergeschwindigkeit:
{\displaystyle u^{\mu }=\gamma \ {\frac {\mathrm {d} }{\mathrm {d} t}}(c\ t,\ x,\ y,\ z)=\gamma \ \left(c,\ {\dot {x}},\ {\dot {y}},\ {\dot {z}}\right)=\gamma \ (c,\ \mathbf {v} )}
Die Norm der Vierergeschwindigkeit ergibt sich sowohl in der speziellen als auch in der allgemeinen Relativitätstheorie zu
{\displaystyle |u^{\mu }|={\sqrt {u^{\mu }\ u^{\nu }\ \eta _{\mu \nu }}}={\sqrt {u_{\mu }\ u^{\mu }}}={\sqrt {\gamma ^{2}\ (c^{2}\ -\ \mathbf {v} ^{2})}}=c} .

### Viererimpuls
Der Viererimpuls wird analog zum klassischen Impuls definiert als
{\displaystyle p^{\mu }\ =\ m\ u^{\mu }=(\gamma \ m\ c,\ \gamma \ m\ \mathbf {v} ),}
wobei {\displaystyle m} die Masse des Körpers ist. Im Vergleich mit der Newtonschen Mechanik wird die Kombination {\displaystyle \gamma m} zuweilen als „dynamisch zunehmende Masse“ interpretiert und {\displaystyle m} als „Ruhemasse“ bezeichnet, was allerdings leicht zu falschen Schlussfolgerungen durch eine hier unangemessene klassische Betrachtungsweise führen kann. Im konsequenten Viererkalkül ohne Bezug auf die nicht-relativistische Physik ist nur die koordinatenunabhängige Masse {\displaystyle m} von praktischer Bedeutung.
Mit der Äquivalenz von Masse und Energie {\displaystyle E\ =\ \gamma \ m\ c^{2}} kann der Viererimpuls geschrieben werden als
{\displaystyle p^{\mu }\ =\ \left(E/c,\ \mathbf {p} \right)}
mit dem relativistischen räumlichen Impuls {\displaystyle \mathbf {p} \ =\ \gamma \ m\ \mathbf {v} }, der sich vom klassischen Impulsvektor um den Lorentzfaktor {\displaystyle \gamma } unterscheidet.
Da der Viererimpuls die Energie und den räumlichen Impuls vereinigt, wird er auch als Energie-Impuls-Vektor bezeichnet.
Aus dem Quadrat der Norm des Viererimpulses {\displaystyle p_{\mu }\ p^{\mu }} ergibt sich die Energie-Impuls-Beziehung
{\displaystyle E^{2}\ -\ \mathbf {p} ^{2}\ c^{2}\ =\ m^{2}\ c^{4},}
aus der eine zeit- und ortsunabhängige Hamilton-Funktion für freie, relativistische Teilchen abgeleitet werden kann.

### Viererbeschleunigung
Durch nochmaliges Ableiten der Vierergeschwindigkeit {\displaystyle u^{\mu }\ =\ {\frac {\mathrm {d} x^{\mu }}{\mathrm {d} \tau }}} nach {\displaystyle \tau } erhält man die Viererbeschleunigung.
Die 0-te Komponente der Viererbeschleunigung bestimmt sich zu
{\displaystyle {\frac {\mathrm {d} u^{0}}{\mathrm {d} \tau }}\ =\ c\ {\frac {\mathrm {d} }{\mathrm {d} \tau }}\ \gamma \ =\ c\ {\frac {\mathrm {d} t}{\mathrm {d} \tau }}\ {\frac {\mathrm {d} }{\mathrm {d} t}}\gamma \ =\ c\ \gamma \ \cdot \ {\frac {\gamma ^{3}}{c^{2}}}\ \left(\mathbf {v} \ \cdot \ {\frac {\mathrm {d} \mathbf {v} }{\mathrm {d} t}}\right)\ =\ {\frac {\gamma ^{4}}{c}}\ \left(\mathbf {v} \ \cdot \ {\frac {\mathrm {d} \mathbf {v} }{\mathrm {d} t}}\right).}
Die räumlichen Komponenten der Viererbeschleunigung lauten
{\displaystyle {\frac {\mathrm {d} u^{j}}{\mathrm {d} \tau }}\ =\ {\frac {\mathrm {d} t}{\mathrm {d} \tau }}\ {\frac {\mathrm {d} }{\mathrm {d} t}}\left(\gamma \ \mathbf {v} \right)\ =\ \gamma \ {\frac {\mathrm {d} }{\mathrm {d} t}}\left(\gamma \ \mathbf {v} \right)\ =\ {\frac {\gamma ^{4}}{c^{2}}}\ \left(\mathbf {v} \ \cdot \ {\frac {\mathrm {d} \mathbf {v} }{\mathrm {d} t}}\right)\ \cdot \ \mathbf {v} \ +\ \gamma ^{2}\ {\frac {\mathrm {d} \mathbf {v} }{\mathrm {d} t}}.}
Insgesamt erhält man für die Viererbeschleunigung das Ergebnis
{\displaystyle {\frac {\mathrm {d} u^{\mu }}{\mathrm {d} \tau }}\ =\ {\frac {\gamma ^{4}}{c^{2}}}\ \mathbf {v} \ \cdot \ {\frac {\mathrm {d} \mathbf {v} }{\mathrm {d} t}}\ (c,\ \mathbf {v} )\ +\ \gamma ^{2}\ \left(0,\ {\frac {\mathrm {d} \mathbf {v} }{\mathrm {d} t}}\right).}
Die Viererbeschleunigung besteht aus einem Teil mit Faktor {\displaystyle {\frac {\gamma ^{4}}{c^{2}}}} und einem Teil mit {\displaystyle \gamma ^{2}}. Man erhält also für Beschleunigungen parallel und orthogonal zu {\displaystyle \mathbf {v} } unterschiedliche Viererbeschleunigungen. Mit der Graßmann-Identität
{\displaystyle \mathbf {v} \ \times \ \left(\mathbf {v} \ \times \ {\frac {\mathrm {d} \mathbf {v} }{\mathrm {d} t}}\right)\ =\ \mathbf {v} \ \left(\mathbf {v} \ \cdot \ {\frac {\mathrm {d} \mathbf {v} }{\mathrm {d} t}}\right)\ -\ {\frac {\mathrm {d} \mathbf {v} }{\mathrm {d} t}}\ \left(\mathbf {v} \ \cdot \ \mathbf {v} \right)}
kann man den Ausdruck für den räumlichen Teil des Vierervektors umformen. Man findet, dass
{\displaystyle {\frac {\mathrm {d} \mathbf {v} }{\mathrm {d} t}}\ +\ {\frac {1}{c^{2}}}\ \left(\mathbf {v} \ \times \ \left(\mathbf {v} \ \times \ {\frac {\mathrm {d} \mathbf {v} }{\mathrm {d} t}}\right)\right)\ =\ {\frac {\mathrm {d} \mathbf {v} }{\mathrm {d} t}}\ \left(1\ -\ {\frac {\mathbf {v} ^{2}}{c^{2}}}\right)\ +\ {\frac {1}{c^{2}}}\ \mathbf {v} \ \left(\mathbf {v} \ \cdot \ {\frac {\mathrm {d} \mathbf {v} }{\mathrm {d} t}}\right)\ =\ {\frac {1}{\gamma ^{2}}}\ {\frac {\mathrm {d} \mathbf {v} }{\mathrm {d} t}}\ +\ {\frac {1}{c^{2}}}\ \mathbf {v} \ \left(\mathbf {v} \ \cdot \ {\frac {\mathrm {d} \mathbf {v} }{\mathrm {d} t}}\right)}
ist. Es folgt
{\displaystyle {\frac {\mathrm {d} u^{j}}{\mathrm {d} \tau }}\ =\ \gamma ^{4}\ \left({\frac {\mathrm {d} \mathbf {v} }{\mathrm {d} t}}\ +\ {\frac {1}{c^{2}}}\ \left(\mathbf {v} \ \times \ \left(\mathbf {v} \ \times \ {\frac {\mathrm {d} \mathbf {v} }{\mathrm {d} t}}\right)\right)\right).}
und somit insgesamt
{\displaystyle {\frac {\mathrm {d} u^{\mu }}{\mathrm {d} \tau }}\ =\ \gamma ^{4}\ \left({\frac {1}{c}}\ \mathbf {v} \ \cdot \ {\frac {\mathrm {d} \mathbf {v} }{\mathrm {d} t}},\ \ {\frac {\mathrm {d} \mathbf {v} }{\mathrm {d} t}}\ +\ {\frac {1}{c^{2}}}\ \left(\mathbf {v} \ \times \ \left(\mathbf {v} \ \times \ {\frac {\mathrm {d} \mathbf {v} }{\mathrm {d} t}}\right)\right)\right)}

### Viererkraft und Bewegungsgleichung
Wie bereits beim Viererimpuls kann eine Viererkraft, auch Minkowskikraft genannt, analog zur entsprechenden newtonschen Kraft definiert werden:
{\displaystyle K^{\mu }={\frac {\mathrm {d} p^{\mu }}{\mathrm {d} \tau }}=\gamma {\frac {\mathrm {d} p^{\mu }}{\mathrm {d} t}}}
Dies ist die Bewegungsgleichung der speziellen Relativitätstheorie. Sie beschreibt beschleunigte Bewegungen in einem Inertialsystem.
Weiter kann die Viererkraft mit der newtonschen Kraft {\displaystyle \mathbf {F} } in Beziehung gesetzt werden: In dem Inertialsystem, in dem die Masse annähernd ruht (sie ruhe zum Zeitpunkt {\displaystyle t=0}, dann gilt für genügend kleines {\displaystyle t} wegen der beschränkten Beschleunigung:{\displaystyle v\ll c}), muss die klassische Newtonsche Gleichung gelten:
{\displaystyle {\begin{pmatrix}0\\\mathbf {F} \end{pmatrix}}={\frac {\mathrm {d} p^{\mu }}{\mathrm {d} t}}={\frac {1}{\gamma }}{\frac {\mathrm {d} p^{\mu }}{\mathrm {d} \tau }}\Rightarrow \mathbf {F} ={\frac {1}{\gamma }}K^{i}\Leftrightarrow K^{i}=\gamma \,\mathbf {F} }
mit dem räumlichen Teil {\displaystyle K^{i}=(K^{1},K^{2},K^{3})} der Viererkraft.
In einem beliebigen Inertialsystem gilt
{\displaystyle {\begin{pmatrix}K^{0}\\K^{1}\\K^{2}\\K^{3}\end{pmatrix}}={\begin{pmatrix}{\frac {1}{c}}\mathbf {u} \mathbf {F} \\\mathbf {F} _{\perp \mathbf {u} }+\gamma \mathbf {F} _{\|\mathbf {u} }\end{pmatrix}}={\begin{pmatrix}{\frac {1}{c}}\mathbf {u} \mathbf {F} \\\left(\mathbf {F} -{\frac {\mathbf {u} \mathbf {F} }{u}}{\frac {\mathbf {u} }{u}}\right)+\gamma {\frac {\mathbf {u} \mathbf {F} }{u}}{\frac {\mathbf {u} }{u}}\end{pmatrix}}},
wobei {\displaystyle \mathbf {u} =\gamma \mathbf {v} } der räumliche Anteil der Vierergeschwindigkeit ist. Das heißt, der Raumanteil der Minkowskikraft ist die Newtonsche Kraft, wobei der zur Geschwindigkeit parallele Anteil mit {\displaystyle \gamma } multipliziert ist.
Die durch die Beschleunigung mit {\displaystyle K^{\mu }} übertragene Leistung ist {\displaystyle cK^{0}}.
In dem Spezialfall, dass eine Newton’sche Kraft {\displaystyle \mathbf {F} } allein parallel zur Geschwindigkeit wirkt, folgt aus der Bewegungsgleichung für Vierervektoren der Zusammenhang zwischen Newton’scher Kraft und räumlicher Beschleunigung:
{\displaystyle \mathbf {F} =\gamma ^{3}m\mathbf {a} }
Für räumliche Kräfte senkrecht zur Bewegungsrichtung folgt hingegen
{\displaystyle \mathbf {F} =\gamma m\mathbf {a} }.
Der bei Impulsbetrachtungen zuweilen eingeführte Begriff einer „dynamischen“ relativistischen Masse für den Term {\displaystyle \gamma m} ist daher im Vergleich mit der Newton’schen Bewegungsgleichung missverständlich. Denn für beliebige Raumrichtungen ist der Zusammenhang zwischen den räumlichen Größen {\displaystyle \mathbf {F} } und {\displaystyle \mathbf {a} } zwar linear, aber keine einfache Proportionalität.

## Ko- und kontravariante Vektoren
Die Komponenten eines kontravarianten Vierervektors {\displaystyle a} gehen bei Lorentztransformationen {\displaystyle \Lambda } über in:
{\displaystyle a^{\prime }=\Lambda \,a}
Man schreibt seine Komponenten mit oben stehenden Zahlen: {\displaystyle a=(a^{0},a^{1},a^{2},a^{3})}
Die Komponenten eines kovarianten Vierervektors folgen dem kontragredienten (entgegengesetzten) Transformationsgesetz:
{\displaystyle b^{\prime }=\Lambda ^{-1\,{\text{T}}}\,b}
Man schreibt seine Komponenten mit unten stehenden Zahlen: {\displaystyle b=(b_{0},b_{1},b_{2},b_{3})}
Die beiden Transformationsgesetze sind nicht gleich, aber äquivalent, denn definitionsgemäß erfüllen sie:
{\displaystyle \Lambda ^{-1\,{\text{T}}}=\eta \,\Lambda \,\eta ^{-1}}
mit der üblichen Minkowski-Metrik der SRT:
{\displaystyle \eta _{\mu \nu }=\mathrm {diag} (1,-1,-1,-1)=\eta ^{\mu \nu }}
Daher ergibt
{\displaystyle a_{\mu }=(a_{0},a_{1},a_{2},a_{3})=\eta _{\mu \nu }a^{\nu }=\eta \,a=(a^{0},-a^{1},-a^{2},-a^{3})}
die Komponenten des kovarianten Vektors, der dem kontravarianten Vektor {\displaystyle a} zugeordnet ist.
Dabei wird bei den Vierervektorindizes die Einsteinsche Summenkonvention verwendet. Das innere Produkt zweier Vierervektoren im Minkowskiraum ist gegeben durch:
{\displaystyle a_{\mu }b^{\mu }=\eta _{\mu \nu }a^{\nu }b^{\mu }=a_{0}b_{0}-a_{1}b_{1}-a_{2}b_{2}-a_{3}b_{3}}
Beispielsweise sind die partiellen Ableitungen einer Funktion {\displaystyle f(x)} die Komponenten eines kovarianten Vektors.
Lorentztransformationen bilden {\displaystyle x} ab auf:
{\displaystyle x^{\prime }=\Lambda \,x}
und definieren die transformierte Funktion {\displaystyle f^{\prime }=f\circ \Lambda ^{-1}} durch die Forderung, dass sie am transformierten Ort denselben Wert habe, wie die ursprüngliche Funktion am ursprünglichen Ort:
{\displaystyle f^{\prime }(x^{\prime })=f(x)}
mit
{\displaystyle f^{\prime }(x)=f(\Lambda ^{-1}\,x)}
Die partiellen Ableitungen transformieren wegen der Kettenregel kontragredient:
{\displaystyle {\frac {\partial f^{\prime }}{\partial x^{m}}}(x)={\frac {\partial (\Lambda ^{-1}x)^{n}}{\partial x^{m}}}\,{\frac {\partial f}{\partial y^{n}}}_{|_{y=\Lambda ^{-1}\,x}}=\Lambda ^{-1\,n}{}_{m}\,{\frac {\partial f}{\partial y^{n}}}_{|_{y=\Lambda ^{-1}\,x}}=\Lambda ^{-1\,{\text{T}}}{}_{m}{}^{n}\,{\frac {\partial f}{\partial y^{n}}}_{|_{y=\Lambda ^{-1}\,x}}}